# Referèndum

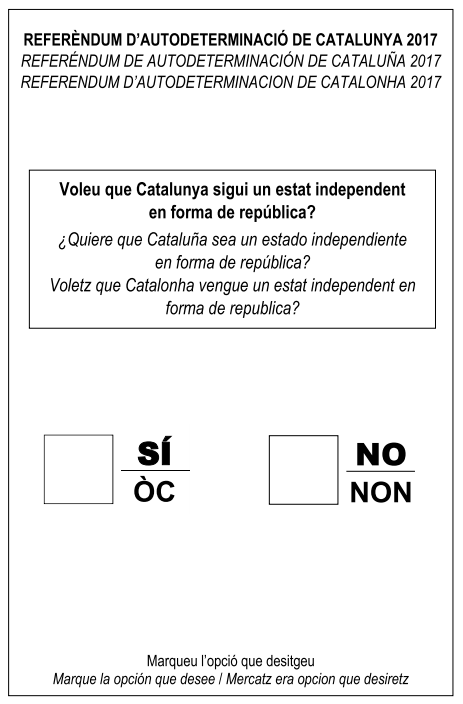
Cèdula de votació del referèndum d'autodeterminació de Catalunya de 2017

Un referèndum o plebiscit és una votació popular convocada pel poder legislatiu (parlament) o pel cap d'un estat amb l'objectiu que la ciutadania doni la seva opinió davant d'un determinat tema d'interès general reforma usualment amb l'establiment (o modificació) de lleis o tractats internacionals. Generalment els referèndums es presenten com una o més preguntes amb dues respostes (sí o no) sobre el tema. L'exercici del poder legislatiu, en les democràcies parlamentàries, usualment és delegat en les cambres parlamentàries per una qüestió pràctica. Tanmateix l'aplicació de referèndums representa, en certa manera, l'exercici directe de la sobirania popular davant d'una qüestió especialment rellevant. Així mateix pot representar la plasmació directa de l'opinió pública perquè les cambres legislatives prenguin una decisió.
Tot i que sovint hi ha la tendència a usar de forma indistinta els mots referèndum (del llatí referendum) i plebiscit, en realitat no són paraules sinònimes. Hom sol parlar de plebiscit quan la decisió que s'està consultant afecta a qüestions fonamentals per a la sobirania del país, com poden ser decidir la modificació de les fronteres o escollir la forma d'estat que es vol (per exemple, monarquia o república). També s'utilitza la denominació plebiscit quan la consulta es convoca per aprovar o no l'eficàcia d'una mesura legislativa o la gestió d'un governant (com passà a Veneçuela on es consultà si el president, Hugo Chávez, havia de dimitir). Finalment, també s'empra la forma plebiscit quan en una dictadura o país no democràtic se sol·licita l'aprovació de les polítiques generals del govern o bé d'un decret governamental radical. En aquests casos és habitual que el resultat sigui sempre favorable als interessos de l'autoritat, bé perquè el vot sovint està induït per la por -circumstància que n'afavoreix la ratificació per part del poble- o bé perquè es produeix una tupinada o frau electoral pel qual l'autoritat n'altera els resultats.

## Tipus de referèndums
D'acord amb l'obligació que pren el resultat d'un referèndum es pot parlar de dues classes:
- Referèndum vinculant: obliga el govern a acceptar-ne el resultat i fer allò que els ciutadans han expressat a les urnes. Naturalment, només se celebren en països de tradició democràtica.
- Referèndum consultiu: no obliga el govern a acatar-ne el resultat, i en darrera instància li correspon a ell o al parlament corresponent prendre l'última decisió.

D'acord amb el nombre d'opcions que el votant té per a escollir es distingeixen:
- Referèndum de dues opcions: són els més habituals, atès que generalment una consulta ofereix a l'electorat només dues opcions, per a acceptar o rebutjar una proposta. D'acord amb la naturalesa de la consulta, les opcions poden ser un "sí/no", o una "opció 1/opció 2".
- Referèndum de múltiples opcions: tot i que són més desconeguts cal dir que són habituals, per exemple, a Suïssa. També a Suècia es van convocar sengles referèndums els anys 1957 i 1980 en què l'electorat havia d'escollir entre tres opcions; i l'any 1977 a Austràlia es feu igualment una consulta per escollir l'himne nacional entre quatre opcions.

## Característiques
El Consell d'Europa adoptà un codi de bones pràctiques sobre referèndums que inclouen tot un seguit de recomanacions a tenir en compte a l'hora de celebrar un referèndum. Entre aquestes, hi ha la de no fixar un quòrum mínim de participació i d'aprovació atès que això pot ésser utilitzat per una de les parts per tal de bloquejar-ne els resultats i la seva aplicació. Tanmateix, a vegades alguns governs disposen alguns requisits en aquest sentit, per exemple:
- Que la participació total de l'electorat sigui prou representativa (del 30%, 50%, o més).
- Que no sigui suficient una majoria simple -la meitat més un dels vots totals-, sinó que aquesta majoria sigui superior, com ara del 60% o dels dos terços de vots emesos.

## Crítiques
Els votants poden ser excessivament influenciats per personalitats de renom o manipulats per campanyes publicitàries parcials i no objectives que indueixen el vot, sobretot quan l'autoritat convocant es posiciona cap a una de les opcions a referendar, com succeí en el referèndum sobre la Constitució Europea celebrat a l'estat espanyol el 20 de febrer de 2005.

## Referèndums celebrats a l'estat espanyol
Les primeres referències normatives respecte a la possibilitat d'utilitzar el referèndum es troben en la Constitució de la segona república espanyola, en el seu article 66, que té un caràcter restrictiu i on es prohibeix el seu ús per a aprovar o rebutjar:
| « | la Constitució i les seves lleis complementàries, la ratificació de Convenis internacionals inscrits en la Societat de Nacions, els Estatuts regionals, i les lleis tributàries. | » |

Per ratificar les Lleis Fonamentals i donar una aparença de legitimació popular, el règim franquista celebrà dos referèndums, el 6 de juny de 1947, per a votar la Ley de Sucesión a la Jefatura del Estado i el 14 de desembre de 1966, per a votar la Ley Orgánica del Estado.
Des de la mort del dictador Francisco Franco, a l'estat espanyol s'han celebrat un total de quatre referèndums a nivell estatal (Llei per a la Reforma Política de 1976, Aprovació de la Constitució espanyola de 1978, Permanència a l'OTAN de 1986 i Constitució Europea de 2005); i cinc més a nivell autonòmic per a l'aprovació dels estatuts d'autonomia: l'Estatut d'autonomia del País Basc de 1979, l'Estatut d'Autonomia de Catalunya de 1979, l'Estatut d'Autonomia de Catalunya de 2006, l'Estatut d'Autonomia de Galícia i l'Estatut d'Autonomia d'Andalusia).
La Constitució Espanyola de 1978 preveu la realització de referèndums aspecte que fou desenvolupat mitjançant llei orgànica aprovada el 1980, per bé que la convocatòria de referèndum queda supeditada a la proposta formal del President del Govern d'Espanya prèvia autorització del Congrés dels Diputats. Així mateix el resultat dels referèndums, segons la constitució de 1978, és de caràcter consultiu i no tenen per si mateixes valor legal directe, sinó polític, i els seus resultats han de ser plasmats per una decisió formal de les cambres legislatives.
Els referèndums sense ampar legal foren despenalitzats l'abril de 2005 per votació al Congrés dels Diputats, on el Partit Popular fou l'únic que votà en contra.

### Referèndums d'abast estatal

#### Llei per la reforma política (15 de desembre de 1976)
El referèndum per a la Llei per la Reforma Política, convocat pel president del govern Adolfo Suárez per al 15 de desembre de 1976, instava l'electorat a aprovar o no les reformes iniciades pel seu govern a fi i efecte de liquidar les Corts Espanyoles franquistes i iniciar la democratització de l'estat.
La pregunta formulada va ser: ¿Aprueba el Proyecto de Ley para la Reforma Política?
El resultat fou d'una molt alta participació (només un 22% d'abstenció), excepte en el País Basc en què l'abstenció arribà al 46,14%, i a Catalunya on l'abstenció fou d'un 25,9%. Les dades resultants del referèndum són les que hi ha a continuació.
|                  | Cens electoral | Nombre de votants | Abstenció | Vots en blanc | VOTS AFIRMATIUS | VOTS NEGATIUS |
| ---------------- | -------------- | ----------------- | --------- | ------------- | --------------- | ------------- |
| Xifres relatives | 100%           | 77,72%            | 22,28%    | 2,98%         | 94,45%          | 2,57%         |
| Xifres absolutes | 22.644.290     | 17.599.562        | 5.044.728 | 523.457       | 16.573.180      | 450.102       |

#### Aprovació de la Constitució espanyola (6 de desembre de 1978)
Aquest referèndum va ser convocat per les Corts Generals per al 6 de desembre de 1978 i instava la ciutadania a aprovar o no l'avantprojecte de constitució espanyola que havia redactat una ponència de set diputats sortints de les primeres eleccions generals celebrades el 15 de juny de 1977.
La pregunta que es feia era: ¿Aprueba el Proyecto de Constitución?
La participació fou una mica irregular (abstenció de més del 30%). El resultat del referèndum va ser el següent:
|                  | Cens electoral | Nombre de votants | Abstenció | Vots en blanc | VOTS AFIRMATIUS | VOTS NEGATIUS |
| ---------------- | -------------- | ----------------- | --------- | ------------- | --------------- | ------------- |
| Percentatges     | 100%           | 67,11%            | 32,89%    | 3,57%         | 88,54%          | 7,89%         |
| Xifres absolutes | 26.632.180     | 17.873.271        | 8.758.909 | 632.902       | 15.706.078      | 1.400.505     |

#### Permanència a l'OTAN (12 de març de 1986)
L'estat espanyol havia ingressat a l'Aliança atlàntica l'any 1982, sota el govern de Leopoldo Calvo-Sotelo Bustelo (de la UCD). El referèndum sobre la permanència de l'estat espanyol a l'OTAN es va celebrar el dia 12 de març de 1986 a instàncies del govern del PSOE, que gaudia llavors de la seva primera majoria absoluta a les corts. La convocatòria i la campanya del referèndum no van estar exemptes de polèmica atès que el PSOE, que sempre n'havia criticat l'ingrés, canvià de parer i en defensà la permanència.
La pregunta que es va formular a la ciutadania era: ¿Considera conveniente para España permanecer en la Alianza Atlántica en los términos acordados por el Gobierno de la Nación?
Tot i que el resultat final fou favorable a la permanència, cal dir que va ser el referèndum en el qual la diferència entre el "SÍ" i el "NO" va ser més ajustada (de 12,79 punts); i que el "NO" guanyà en 4 comunitats: Catalunya, Canàries, Navarra i Euskadi. L'abstenció fou bastant elevada, un 40%. Els resultats d'aquella consulta foren:
|                  | Cens electoral | Nombre de votants | Abstenció  | Vots en blanc | VOTS AFIRMATIUS | VOTS NEGATIUS |
| ---------------- | -------------- | ----------------- | ---------- | ------------- | --------------- | ------------- |
| Xifres relatives | 100%           | 59,42%            | 40,58%     | 6,61%         | 53,09%          | 40,30%        |
| Xifres absolutes | 29.024.494     | 17.246.452        | 11.778.042 | 1.127.673     | 9.054.509       | 6.872.421     |

#### Constitució Europea (20 de febrer de 2005)
El dia 20 de febrer de 2005 es convocava per quarta vegada l'electorat de l'estat en un referèndum amb l'objectiu d'aprovar o rebutjar el projecte de Constitució Europea.
La pregunta emesa en aquesta ocasió fou: Aprova vostè el Tractat pel qual s'estableix una Constitució Europea? / ¿Aprueba usted el proyecto de Tratado por el que se establece una Constitución Europea?
A Catalunya, CiU, PP i PSC van fer campanya pel "SÍ", mentre que ERC i ICV van fer campanya a favor del "NO". Com a tret rellevant cal destacar l'escàs ressò que tingué entre l'electorat, atès que, per primera vegada, una consulta electoral quedava molt per sota del 50% de participació (concretament el 41,77%).
|                  | Cens electoral | Nombre de votants | Abstenció  | Vots en blanc | VOTS AFIRMATIUS | VOTS NEGATIUS |
| ---------------- | -------------- | ----------------- | ---------- | ------------- | --------------- | ------------- |
| Xifres relatives | 100%           | 41,77%            | 58,23%     | 5,96%         | 76,96%          | 17,07%        |
| Xifres absolutes | 34.692.491     | 14.491.752        | 20.200.739 | 856.664       | 11.057.563      | 2.453.002     |

### Referèndums autonòmics

#### Referèndum per l'Estatut d'Autonomia de Catalunya (25 d'octubre de 1979)
Deixant de banda les consultes efectuades a nivell estatal, cal no oblidar que algunes comunitats ratificaren en el seu dia els seus respectius estatuts d'autonomia per mitjà d'un referèndum. Catalunya i Euskadi celebraren la consulta el dia 25 d'octubre de 1979, mentre que Galícia ho feu el 21 de desembre de 1980 i Andalusia el 28 de febrer del mateix any, per bé que s'hagué de repetir el dia 20 d'octubre de 1981 perquè no s'havia arribat al mínim exigible de participació en la província d'Almeria. La resta de comunitats autònomes accediren a llurs estatuts per via parlamentària, per la qual cosa no realitzaren un referèndum de ratificació. Cal dir que a Catalunya el referèndum de l'Estatut no tingué molt de ressò entre l'electorat: un 40% dels ciutadans s'abstingueren.
Els resultats del referèndum per l'estatut celebrat a Catalunya foren aquests:
|                  | Cens electoral | Nombre de votants | Abstenció | Vots en blanc | VOTS AFIRMATIUS | VOTS NEGATIUS |
| ---------------- | -------------- | ----------------- | --------- | ------------- | --------------- | ------------- |
| Xifres relatives | 100%           | 59,57%            | 40,43%    | 3,58%         | 88,16%          | 7,79%         |
| Xifres absolutes | 4.421.965      | 2.634.373         | 1.787.592 | 94.295        | 2.322.355       | 205.175       |

#### Referèndum per l'Estatut d'Autonomia de Catalunya (18 de juny de 2006)
El diumenge dia 18 de juny de 2006 es va celebrar un referèndum a Catalunya a fi de consultar el poble sobre si estava d'acord o no amb el projecte de reforma de l'estatut d'autonomia que va ser aprovat a les Corts Generals espanyoles els dies 30 de març (al Congrés dels Diputats) i 10 de maig (al Senat) de 2006. El resultat del referèndum va ratificar la reforma (tot i que menys de la meitat dels ciutadans anaren a les urnes, i un de cada cinc votants votaren en contra).
|                  | Cens electoral | Nombre de votants | Abstenció | Vots en blanc | VOTS AFIRMATIUS | VOTS NEGATIUS |
| ---------------- | -------------- | ----------------- | --------- | ------------- | --------------- | ------------- |
| Xifres relatives | 100%           | 48,85%            | 51,15%    | 5,29%         | 73,24%          | 20,57%        |
| Xifres absolutes | 5.310.103      | 2.594.167         | 2.715.936 | 137.207       | 1.899.897       | 533.742       |

Resultats finals amb el 100,00% del cens escrutat.